# Rajka královská
Rajka královská (Cicinnurus regius) je nejmenší a nejvíce živě zbarvený pták z čeledi rajkovitých. Přezdívá se mu „žijící klenot“. Má dva žijící poddruhy – Cicinnurus regius coccineifrons a Cicinnurus regius regius.
Nepatří mezi hojně chované druhy, avšak u rajek k nejčastějším. Kromě italské Sant'Alessio con Vialone, německých zoo ve Walsrode a Kolíně nad Rýnem se jedná také o tři české:
- Zoo Děčín
- Zoo Plzeň
- Zoo Praha - od dubna 2024 k vidění v expozici Rákosova pavilonu[2]

## Charakteristika
Rajka královská je asi 16 cm dlouhý pták velikostí podobný vrabci. Samci mají červenou hlavičku, černý proužek na krku, bílé bříško, červená křídla a výrazně modré nohy. Namísto dlouhých a širokých ocasních per má tento druh tenká pírka podobná drátkům. Při námluvách samečci načepýří pírka na bříšku, potom připomínají kuličku bavlníku. Kývají ocasem a získají si tak přízeň samiček. 

Samičky jsou oproti samcům zbarvením velmi fádní – žlutý zobáček, světlé šedohnědé tělo a tmavší křídla. Stejně jako samci mají výrazné modré nohy.
Rajky královské se živí především členovci a ovocem, nepohrdnou ani hmyzem.
Jsou endemickým druhem, který se vyskytuje pouze na Nové Guineji a přilehlých ostrovech.